# Марк (Іллінойс)
Марк (англ. Mark) — селище (англ. village) в США, в окрузі Патнем штату Іллінойс. Населення — 519 осіб (2020).

## Географія
Марк розташований за координатами 41°15′44″ пн. ш. 89°15′19″ зх. д. / 41.26222° пн. ш. 89.25528° зх. д. (41.262338, -89.255329).  За даними Бюро перепису населення США в 2010 році селище мало площу 2,92 км², уся площа — суходіл.

## Демографія
Згідно з переписом 2010 року, у селищі мешкало 555 осіб у 223 домогосподарствах у складі 152 родин. Густота населення становила 190 осіб/км².  Було 229 помешкань (78/км²).
Расовий склад населення:
| - 98,0 % — білих - 0,4 % — корінних американців - 0,2 % — азіатів - 1,4 % — осіб інших рас |

До двох чи більше рас належало 0,0 %. Частка іспаномовних становила 3,6 % від усіх жителів.
За віковим діапазоном населення розподілялося таким чином: 25,4 % — особи молодші 18 років, 61,6 % — особи у віці 18—64 років, 13,0 % — особи у віці 65 років та старші. Медіана віку мешканця становила 38,1 року. На 100 осіб жіночої статі у селищі припадало 101,1 чоловіків;  на 100 жінок у віці від 18 років та старших — 92,6 чоловіків також старших 18 років.
Середній дохід на одне домашнє господарство  становив 60 433 долари США (медіана — 43 558), а середній дохід на одну сім'ю — 71 615 доларів (медіана — 56 250). Медіана доходів становила 42 596 доларів для чоловіків та 27 500 доларів для жінок. За межею бідності перебувало 12,0 % осіб, у тому числі 23,5 % дітей у віці до 18 років та 5,1 % осіб у віці 65 років та старших.
Цивільне працевлаштоване населення становило 320 осіб. Основні галузі зайнятості: виробництво — 27,5 %, освіта, охорона здоров'я та соціальна допомога — 18,8 %, роздрібна торгівля — 14,4 %, мистецтво, розваги та відпочинок — 11,6 %.